# Bunaeopsis saffronica
Bunaeopsis saffronica är en fjärilsart som beskrevs av Elliot C.G. Pinhey 1972. Bunaeopsis saffronica ingår i släktet Bunaeopsis och familjen påfågelsspinnare. Inga underarter finns listade i Catalogue of Life.